# Радченко, Андрей Якимович
Андрей Якимович Радченко (укр. Андрі́й Яки́мович Ра́дченко; 12 декабря 1900, Ахтырка Харьковская губерния (ныне Сумская область, Украина) — 1982) — украинский советский экономист, педагог, профессор (с 1960), доктор экономических наук.

## Биография
Учился в высшем начальном училище. В 1916 году, с отличием окончив училище, А. Я. Радченко работал счетоводом в Ахтырке.
После Октябрьской революции стал учиться в сельскохозяйственной школе. После её окончания молодой агроном работал в Ахтырском уезде.
В 1927 году окончил Киевский сельскохозяйственный институт. По окончании работает в газете «Молодий більшовик» («Молодой большевик»), а затем в «Селянській газеті» («Крестьянской газете»). Одновременно учился в аспирантуре института реконструкции сельского хозяйства. В 1938 году защитил кандидатскую диссертацию на тему «Планирование тракторных работ в МТС».
С 1930 года — преподаватель курсов экономики и организации сельского хозяйства в вузах Киева.
В 1943—1948 годах, а также в 1957—1965 годах работал заведующим отделом экономики сельского хозяйства в Институте экономики АН УССР.
Член КПСС с 1944 года. В конце 1950-х годов получил степень доктора наук (Диссертация «МТС, их роль в повышении урожайности и производительности труда в колхозном производстве»).

## Научная деятельность
А. Я. Радченко — специалист в области экономики труда и механизации сельского хозяйства.
Основные труды по вопросам экономики использования машин, механизации сельского хозяйства, экономики труда в колхозах и технического прогресса в сельском хозяйстве, производительности труда и эффективность капиталовложений в колхозах и МТС.
Был в числе инициаторов внедрения денежной оплаты в колхозах. Автор более 100 книг, брошюр и статей.

## Избранные публикации
- Свідчення ровесника віку: Вибрані місця з щоденників 1923—1960 рр. Кривий Ріг : ПП «Видавничий дім», 1999. — 159 с. — ISBN 966-7388-38-7
- Економічні питання сільськогосподарського виробництва. К., 1977

## Награды
- орден "Знак Почёта",
- медали СССР